# Trix (dinosaurus)
"Trix" je neformální přezdívka velkého exempláře teropodního dinosaura druhu Tyrannosaurus rex, objeveného roku 2013 v americké Montaně (souvrství Hell Creek). S vykopávkami pomáhali i výzkumníci z nizozemského Naturalis Biodiversity Center v Leidenu. Tento exemplář byl roku 2014 zakoupen a později převezen právě do nizozemského Leidenu, kde se stal součástí expozice místního muzea. Pojmenování dostal podle královny Beatrix Nizozemské (další přezdívkou jedince je proto "královna křídy"). V červnu 2017 byla kostra vyslána na putovní výstavu po světových muzeích, ze které se "vrátila" v roce 2019.

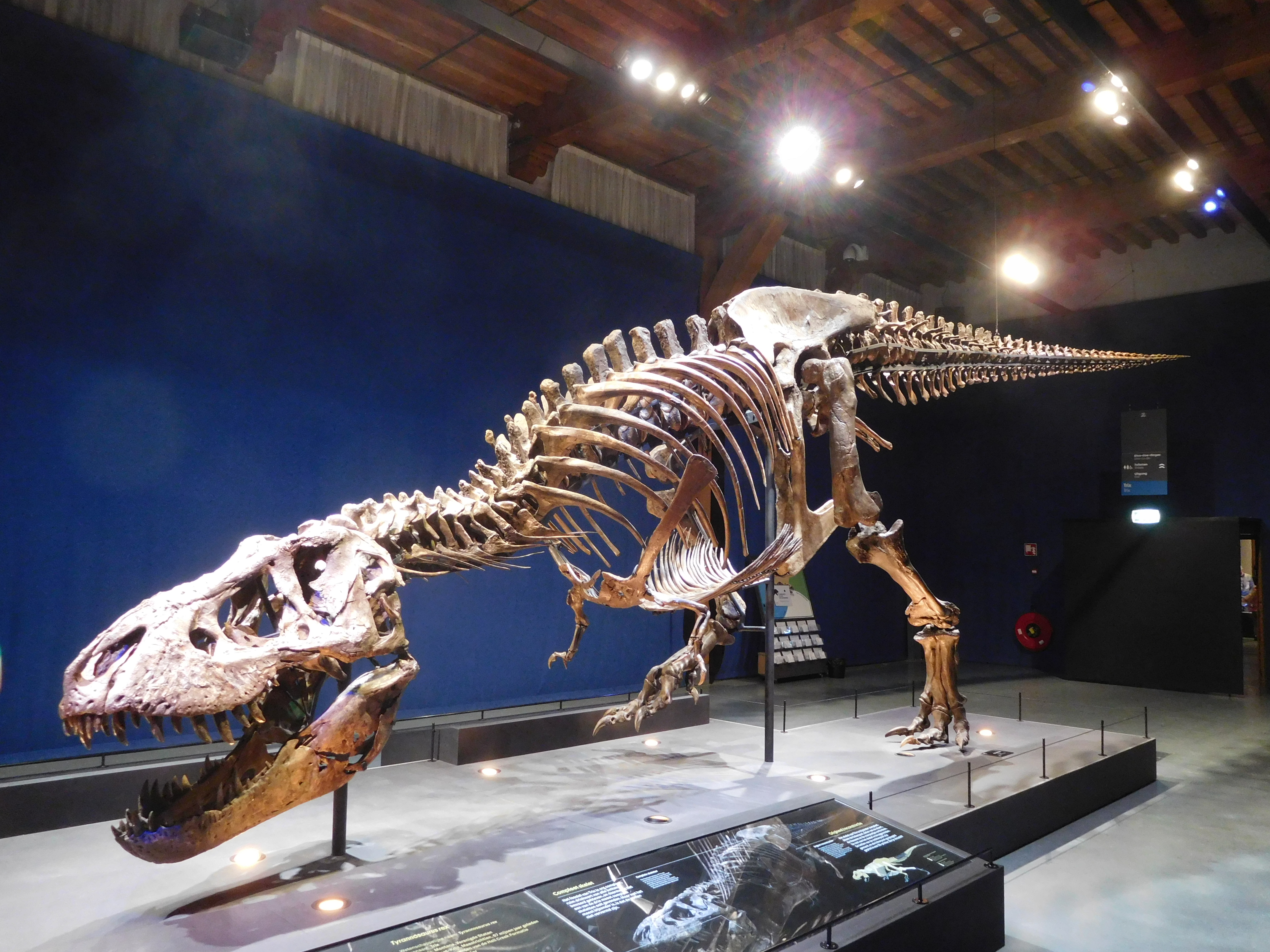
Exemplář Trix v Leidenu, září 2016

## Popis
Kostra jedince "Trix" je kompletní asi ze 75%, takže jde o jednu z nejkompletnějších známých tyranosauřích koster vůbec. Délka činí asi 12 metrů. "Trix" byl velmi starý jedinec, který se zřejmě dožil věku přes 30 let, takže je i jedním z nejstarších známých jedinců tyranosaura (starší než slavná Sue, která se dožila asi 28 let). "Trix" utrpěl v životě množství zranění, jak ukazují některé poškozené obratle, části prstů a žebra. Sedimenty, ve kterých byl objeven, mají radiometricky zjištěné stáří asi 66,4 milionu let.
Výzkum, publikovaný v roce 2021 ukázal, že "Trix" měřil na délku asi 11,7 metru, ve hřbetu měl výšku 3,1 metru a samotný jeho ocas vážil téměř tunu. Stopa tohoto exempláře byla dlouhá asi 65 cm a preferovaná rychlost jeho pohybu (chůze) činila asi 1,28 m/s (4,6 km/h).
Další slavné exempláře tyranosaura jsou Sue a Stan, oba objevené na území Jižní Dakoty.